# Xystus (Band)
Xystus ist eine niederländische Progressive-Metal-Band aus Den Bosch, die im Jahr 1999 gegründet wurde.

## Geschichte
Die Band wurde im Jahr 1999 von Schlagzeuger und Keyboarder Ivo van Dijk und Sänger und Gitarrist Bas Dolmans gegründet. Das erste Album der Band erschien unter dem Namen Receiving Tomorrow im Jahr 2004. Der Veröffentlichung folgten Auftritte in den Niederlanden zusammen mit Epica, Kamelot und Autumn. Danach folgte eine internationale Tour zusammen mit Epica durch Europa. Im Jahr 2007 folgte das zweite Album namens Surreal. Während der Veröffentlichung arbeitete die Band bereits am nächsten Album Equilibrio, das laut Angabe der Band eine „Rock-Oper“ darstelle. Sie wurde live in Utrecht vor über 4000 Zuschauern gespielt. Die Band wurde von einem Orchester unterstützt und es waren Gastmusiker wie Simone Simons (Epica), George Oosthoek (ex-Orphanage), Michelle Splietelhof (Der Schuh des Manitu) und John Vooijs (Tarzan) zu hören. Der Auftritt wurde im Januar 2009 auch als DVD veröffentlicht. Im Jahr 2009 kam Luuk van Gerven (ex-After Forever) als neuer Bassist hinzu.

## Stil
Die Band spielt klassischen Progressive Metal, wobei auch symphonische Elemente eingestreut werden. Die Band wird mit anderen Gruppen wie Kamelot, Ayreon und Savatage verglichen.

## Diskografie
- 2004: Receiving Tomorrow (Album, The Electric Co.)
- 2007: Surreal (Album, The Electric Co.)
- 2007: My Chrysalis (Single, The Electric Co.)
- 2008: Equilibrio (Album, Sensory Records)
- 2009: Equilibrio (DVD, Eigenveröffentlichung)